# پلاتوو (استان آمور)
پلاتوو (به لاتین: Platovo) یک منطقهٔ مسکونی در روسیه است که در استان آمور واقع شده‌است.